# August al II-lea de Brunswick-Wolfenbüttel
Augustus de Brunswick-Lüneburg  (10 aprilie 1579 – 17 septembrie 1666), numit cel Tânăr, a fost duce de Brunswick-Lüneburg. În împărțirea domeniului Casei de Welf în 1635, el a primit principatul de Wolfenbüttel.
Augustus s-a născut la Dannenberg și a fost al șaptelea copil al Ducelui Henric de Brunswick-Lüneburg. După negocieri complicate cu membrii familiei și o intervenție a împăratului Ferdinand al II-lea, el a fost de acord să moștenească Wolfenbüttel, al cărui ultim conducător murise în 1634. Din cauza Războiului de Treizeci de Ani el nu și-a putut muta reședința pînă în 1644. Augustus a instituit un număr de reforme guvernamentale și a fondat Biblioteca Augusta, o mare bibliotecă în Wolfenbüttel.
Sub pseudonimul Gustavus Selenus el a scris o carte de șah în 1616, Șahul sau Jocul Regelui, și o criptografie în 1624: Cryptomenytices et Cryptographiae libri IX. Pseudoninum este o referire criptică la numele său, Gustavus anagramat din Augustus, și Selenius de la o piesă de teatru despre zeița greacă a lunii (Selene). Cartea despre criptografie se bazează în mare parte lucrările timpurii ale lui Johannes Trithemius.
Augustus a murit la Wolfenbüttel și a fost succedat de cei trei fii ai săi, Rudolph Augustus, Anthony Ulrich și Ferdinand Albert. Fiica lui Clara Augusta de Brunswick-Lüneburg s-a căsătorit cu Frederick de Württemberg-Neuenstadt în 1653.